# Джаяту Санскритам
Движение Джаяту Санскритам (Jayatu Sanskritam) берёт начало в 1947 году, инициировано студентами санскритской школы Тин Дхара Пакшала в Непале. Они требовали демократии, элементарного благосостояния и включения современных предметов в свою учебную программу. Это было первое студенческое восстание в истории Непала, которое привело к революции 1951 года и падению династии Рана.
Начато студентами общежития Тин Дхара Пакшала, позже к ним присоединились студенты санскритской школы Раджкия Видьялая недалеко от Рани-Покхари; протесты были сосредоточены вокруг ограничений на образование, поскольку единственным предметом, разрешённым в санскритских школах, было изучение санскрита. Это контрастировало с более широкими образовательными возможностями и более высоким статусом студентов, связанных с правящим кланом Рана.
Протестующие стали известны благодаря лозунгу, который они называли джаяту санскритам («победа делу санскрита»).
1 июня 1947 года студенты представили премьер-министру Падме Шамшеру письменный запрос о курсах географии, истории, экономики и политологии. Когда правительство проигнорировало их требования, студенты объявили забастовку. Студенты продолжали агитировать за образовательное и социальное равенство, в том числе размахивая флагами против Раны в знак протеста. Забастовка продолжалась до 15 июня, когда правительство согласилось расширить учебную программу, предлагаемую студентам. Хотя протесты были умиротворены обещаниями премьер-министра Падмы Шамшер Янг Бехадар Раны, его военный главнокомандующий Мохан Шамшер Джанг Бехадар Рана приказал арестовать, заключить в тюрьму и насильственно депортировать сорока двух студентов, которые были идентифицированы как лидеры движения. Из Индии многие из этих изгнанников присоединились к Бишвешвару Прасаду Коирала и другим, агитирующим за установление демократии в Непале, что привело к революции 1951 года и свержению режима.

## Лидеры движения
Рам Прасад Неупане родился в районе Рамечхап в Непале. Он изучал санскрит в Санскрит-Прадхан, Патсаала, Ранипокхари и проживал в общежитии Тин Дхара Паакшала на Дурбар Марг, Катманду, Непал. Он был сослан вместе с другими лидерами за протест против режима Рана.
Другие лидеры:
- Раджешвор Девкота[англ.]
- Кашинат Гаутам
- Шрибхадра Шарма Ханал (из Танахуна)
- Парасурам Похрел
- Пурна Прасад Брахман
- Камаль Радж Регми
- Гокарна Шастри[9]